# Odry (ort i Tjeckien)
Odry är en stad i Tjeckien. Den ligger i den östra delen av landet, 250 km öster om huvudstaden Prag. Odry ligger 305 meter över havet och antalet invånare är 7 395.
Terrängen runt Odry är kuperad norrut, men söderut är den platt. Runt Odry är det ganska tätbefolkat, med 78 invånare per kvadratkilometer. Närmaste större samhälle är Nový Jičín, 14,9 km sydost om Odry. Trakten runt Odry består till största delen av jordbruksmark.